# 石坂弘紀
石坂 弘紀（いしざか ひろのり、1973年 - ）は、日本の実業家。元株式会社LDH（旧 ライブドアホールディングス）代表取締役社長。長野県長野市出身。

## 略歴
- 1992年 - 長野県長野高等学校卒業
- 1998年 - 東京大学法学部卒業
- 1998年 - 通商産業省（現経済産業省）入省（生活産業局総務課）[2]
- 2003年 - コロンビア大学ロースクール修了
- 2003年 - コロンビア大学コロンビア・ビジネス・スクール日本経済経営研究所客員教授に就任
- 2004年 - 産業再生機構に出向、経済産業省を退職
- 2006年3月 - アリックス・パートナーズ・アジア・エルエルシー入社
- 2007年12月21日 - 株式会社ライブドアホールディングス代表取締役社長に就任